# Pembertonia
Pembertonia là một chi thực vật có hoa trong họ Cúc (Asteraceae).

## Loài
Chi Pembertonia gồm các loài: